# كمال جمالودينوف
كمال جمالودينوف (بالروسية: Джамалутдинов, Камиль Алиевич)‏ (مواليد 15 أغسطس 1979) هو ملاكم روسي، مثّل بلاده في الألعاب الأولمبية الصيفية 2000.

## روابط خارجية
كمال جمالودينوف على موقع أوليمبيديا (الإنجليزية)